# Lančanik
Lančanik je posebna vrsta kolotura koji služi za prijenos sile s vratila na lanac. Za člankaste lance kolotur je užlijebljen, s gnijezdima za karike, a za zglobne je lance nazubljen. Lančanik je dio lančanog prijenosa, uz zglobni lanac, u strojevima i mehanizmima, za prijenos kružnoga gibanja i momenta sile s jednoga vratila na drugo. Primjenjuje se, na primjer, u bicikala, motocikala, u nekih motora s unutarnjim izgaranjem i drugih strojeva i industrijskih postrojenja, kada prijenos zupčanicima zbog udaljenosti vratila nije moguć, a prijenos remenom nije učinkovit.

## Objašnjenje
Ozubljenja zupčanika za valjkaste i zupčane lance razlikuje se i od ozubljenja čelnika i međusobno. Bok je profila zuba lančanika za valjkaste lance linija koja je u gornjem dijelu luk kružnice s polumjerom r, a u donjem dijelu ima oblik prilagođen promjeru valjka, odnosno tuljka lanca. Korak t ozubljenja mjeri se kao tetiva dodirne kružnice između presjecišta tetive s polumjerima završne kružnice koji su istovremeno osi zuba. Za izračunavanje promjera Dt dodirne kružnice može se iz geometrijskih odnosa izvesti izraz:
{\displaystyle D_{t}={\frac {t}{\sin({\frac {180^{\circ }}{z}})}}}
pri čemu se broj zuba izračunava iz izraza za prijenosni omjer jednako kao kod čelnika. Obično se ovdje prijenosni omjer nalazi unutar granica od 6 do 8, a najviše može biti 10. Preporučljivo je tamo gdje se traži veći od 7 upotrijebiti dvostepeni lančani prijenos. Najmanji broj zuba lančanika koji još dolazi u obzir jest zmin = 7. Razmak vratila ovih lančanika obično je od 4 do 6 metara, a najmanji mora biti 1,5 puta veći od promjera većeg lančanika. Valjci, odnosno tuljci lanaca moraju pristajati uz korijen zuba, a lamele ne smiju nalijegati na vijenac, da se ne bi savijale. 
Kao i bokovi profila zuba lamela i bokovi profila zuba lančanika za zupčaste lance moraju biti ravne linije zakošene tako, da se one na kojima se odvija sprezanje s jednim člankom lanca sijeku pod kutom od 60°. Osim toga, zubi lančanika za zupčaste lance s unutrašnjim vođenjem moraju imati utor u koji mogu nesmetano zalaziti lamele za vođenje. I ovdje vrijedi gornji izraz za promjer dodirne kružnice. Također je i područje prijenosnih omjera kao i u prijenosima s valjkastim lancima, s time da je zmin = 13, a međusobna udaljenost vratila zupčanika obično od 4 do 8 metara. 
Za bolju kakvoću lančanih prijenosa sa zupčastim, u usporedbi s onima s valjkastim lancima, među ostalim bitne su i posljedice izlizavanja dodirnih površina zuba lančanika i zuba lamela u zupčastim lancima, odnosno dodirnih površina tuljaka i valjaka (sa zubima i među njima samima) u valjkastim lancima. U oba slučaja to povećava korak, to jest produžuje lanac. Međutim, dok se pri tome u valjkastim lancima pojavljuju još i razlike između koraka susjednih članaka, u zupčanim lancima korak sviju članaka i dalje ostaje međusobno jednak. Zbog toga se u zahvatu lančanika s valjkastim lancima pojavljuju sve veće smetnje što izlizavanje više napreduje, a zahvat lančanika sa zupčastim lancima nije time ometen. 
Pod utjecajem izlizavanja istegnutog zupčanog lanca na lančaniku zahvat je i dalje nesmetan, prijenos i dalje radi mirno i skoro potpuno tiho, uz neznatno međusobno klizanje dodirnih površina zuba, čak i kad su obodne brzine lanca velike (obično su te brzine od 7 do 25 m/s). 
Za izradu lančanika najviše se upotrebljava lijevano željezo, a za veća opterećenja ugljični i legirani lijevani čelici. Za manja opterećenja (ispod 4,5 kW) izrađuju se lančanici i od tekstolita. Najnoviji materijal za izradu lančanika, koji sve više prodire u praksu, jest takozvani mihanit, ili modificirano bijelo željezo (posebni kovkasti lijev pronađen u SAD).